# دریمکش
دریمکش (به انگلیسی: Derrymacash) یک روستا در بریتانیا است. دریمکش ۶۲۹ نفر جمعیت دارد.